# Jean-Paul Tuaiva
Jean-Paul Tuaiva, né le 30 octobre 1972 à Papeete, est un homme politique français. Il est élu député lors des législatives de 2012 dans la troisième circonscription de la Polynésie française. Soutien d'Alain Juppé pour la primaire présidentielle des Républicains de 2016, il ne se représente pas lors des élections législatives de 2017.

## Affaire Team Lead
Le 16 juin 2016,, il est condamné à 2 ans de prison avec sursis et 5 ans d'inéligibilité pour avoir financé avec sa réserve parlementaire à hauteur de 22 millions de francs Pacifique l’association – sans activité – Team Lead, avant d'en toucher une partie. Après avoir reconnu les faits de détournement de fonds publics et annoncé publiquement qu'il arrêtait la politique, il fait appel le 27 juin 2016, jugeant la peine trop lourde et estimant avoir des dossiers en cours à traiter.